# هيروكو كوباياشي
هيروكو كوباياشي (باليابانية: 小林弘子) هي راكبة الكنو يابانية، ولدت في 14 فبراير 1970.

## وصلات خارجية
- هيروكو كوباياشي على موقع أوليمبيديا (الإنجليزية)